# Biston thibetaria
Biston thibetaria es una especie de polilla de la familia Geometridae. La especie fue descrita por primera vez por Charles Oberthür en 1886 y se puede encontrar distribuido con endemismo en China central y Oeste. La especie ha sido descrita en Tíbet, de ahí su nombre, así como en las provincias de Henan, Zhejiang, Hubei, Hunan, Fujian, Guangxi, Sichuan, Guizhou y Yunnan. Basado en su morfología genital, la especie tiene cercana relación ancestral con la Biston perclara. La oruga de la especie B. thibetaria es un insecto polífago agrupada entre aquellos que daña gravemente diversos cultivos de interés económico, incluyendo plantaciones de té.

## Descripción
Esta especie es muy distinta y es fácilmente reconocible por las gruesas líneas negras y bandas verdes amarillentas situadas basalmente de la línea antemedial del ala anterior y distalmente de las líneas postmediales de ambas alas, así como las grandes manchas discales anilladas negras y centradas en blanco en ambas alas. El abdomen cuenta con un cinturón negro y el penacho anal amarillo.
Sus antenas son bipectinadas, con ramas cortas y tiene la peculiaridad entre las polillas de su género de tener las antenas claramente subserradas y los mechones de cilios se elevan desde las estrías. Presenta sus cuatro alas blancas cruzadas por líneas negras similares, decoradas con manchas amarillentas.